# Крэнбюль, Дэвид
Дэвид Крэнбюль (англ. David Kraehenbuehl; 15 сентября 1923, Эрбана (Иллинойс), штат Иллинойс — 3 января 1997, Тремпело, штат Висконсин) — американский композитор.
Сын инженера-электротехника Джона Отто Крэнбюля. C детства учился фортепианной игре у своей матери, затем у пианиста Стэнли Флетчера (1910—1988), ещё школьником сочинял музыку. В 1943 году окончил Иллинойсский университет в Урбане-Шампейне со степенью бакалавра по математике, немецкому языку и игре на фортепиано. Затем учился на шифровальщика в разведывательной школе Форт-Ритчи, в 1945 году служил в Восьмой армии США на Тихоокеанском театре военных действий Второй мировой войны. После демобилизации в 1947—1949 гг. изучал композицию в Йельском университете под руководством Пауля Хиндемита. В 1949—1950 гг. в Базельской Schola cantorum изучал средневековую, ренессансную и барочную музыку.
В 1950—1953 гг. преподавал в Колорадском колледже в Колорадо-Спрингс, затем в 1953—1960 гг. в Йельском университете, где в 1957 году основал Journal of Music Theory (с англ. — «Журнал музыкальной теории»). В 1960 г. вышел в отставку, чтобы посвятить себя преимущественно композиторскому творчеству, а также работе в области методики преподавания фортепиано (в частности, в Принстонском университете).
Автор балета для детей «Рыбак и его душа» (англ. The Fisherman and His Soul; 1953, по одноимённой сказке Оскара Уайлда), многочисленных фортепианных сочинений (избранные из них записаны в 2000 году его ученицей пианисткой Мартой Брэйден в альбоме «Случайные прогулки», англ. Random Walks). После обращения композитора в 1956 году в католичество значимая часть его творчества носила религиозный характер.